# William Carden Roe
William Carden Roe, britanski general, * 1894, † 1977.